# 天主教屯溪宗座监牧区
天主教屯溪監牧區（拉丁語：Apostolica Praefectura Tunkiensis）是天主教在中國安徽省南部設立的一個宗座監牧區。

## 歷史
1937年2月22日，聖座從蕪湖宗座代牧區分出屯溪監牧區，教座設在徽州府 。監牧區轄區面積12,000平方公里，由西班牙聖母聖心孝子會（今之聖母聖心愛子會）負責管理。
監牧區成立前，徽州地區僅有信徒181人。1950年，有信徒 1,918人。轄區內包括屯溪、休甯、祁門、績溪、歙縣、黟縣、婺源。
1949年10月1日，中國共產黨在中國大陸地區建立中華人民共和國，並開始針對天主教進行宗教迫害及打壓。西班牙籍的扶植義監牧被中國政府驅逐出境，並返回西班牙。從此，監牧區一直處於教座出缺。

## 歷任宗座监牧
- 扶植義神父C.M.F.（1937年-1954年）

## 教堂
- 屯溪聖母聖心堂（黃山市屯溪區黎陽鎮後底溪20號）